# Administración Nacional de Puertos
Administración Nacional de Puertos – budynek położony w dzielnicy Ciudad Vieja (pol. Stare Miasto) miasta Montevideo, stolicy Urugwaju.

## Opis
Budynek o charakterze biurowym, został oddany do użytku w 1942 roku. Autorami projektu budynku byli architekci Beltrán Arbeleche i Miguel A. Canale, którzy zdobyli drugie miejsce w rozpisanym w 1939 roku konkursie architektonicznym. 7-piętrowy, modernistyczny budynek o wysokości 28 metrów i powierzchni 6323 m² jest siedzibą Krajowej Administracji Portów (hiszp. Administración Nacional de Puertos – ANP).